# Aulacophora affinis
Aulacophora affinis is een keversoort uit de familie bladkevers (Chrysomelidae). De wetenschappelijke naam van de soort werd in 1855 gepubliceerd door Xavier Montrouzier.